# Odontophrynus
Odontophrynus là một chi động vật lưỡng cư trong họ Cycloramphidae, thuộc bộ Anura. Chi này có 11 loài và 20% bị đe dọa hoặc tuyệt chủng.

## Danh sách loài
- Odontophrynus achalensis di Tada, Barla, Martori & Cei, 1984
- Odontophrynus americanus (Duméril & Bibron, 1841)
- Odontophrynus barrioi Cei, Ruiz & Beçak, 1982
- Odontophrynus carvalhoi Savage & Cei, 1965
- Odontophrynus cordobae Martino & Sinsch, 2002
- Odontophrynus cultripes Reinhardt & Lütken, 1862
- Odontophrynus lavillai Cei, 1985
- Odontophrynus maisuma Rosset, 2008
- Odontophrynus monachus Caramaschi & Napoli, 2012
- Odontophrynus occidentalis (Berg, 1896)
- Odontophrynus salvatori Caramaschi, 1996

## Hình ảnh

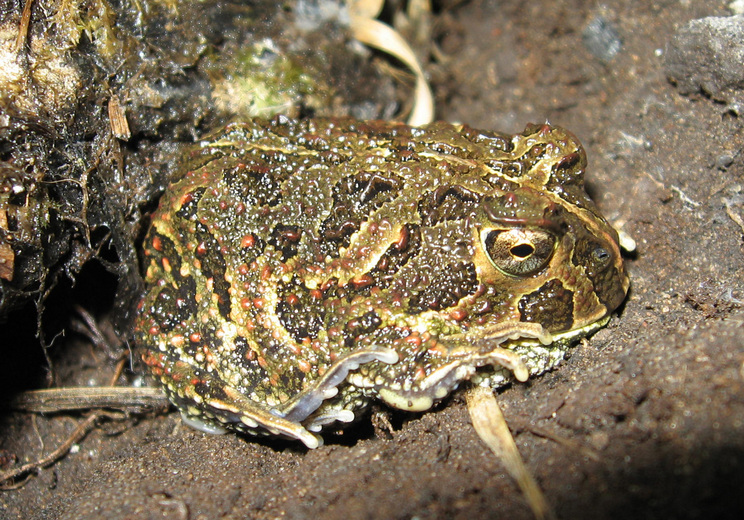
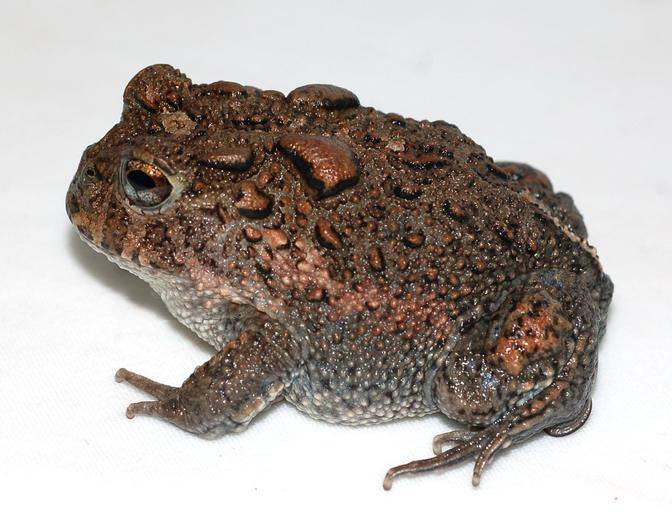